# قوائم فرق بطولة أمم أوروبا 1988
القوائم التالية هي قوائم الفرق المشاركة في بطولة أمم أوروبا 1988 في ألمانيا الغربية التي أقيمت في الفترة ما بين 10 يونيو إلى 25 يونيو 1988.

## الدنمارك
مدرب الفريق : سيب بيونتيك
1. ترويلز راسمونسين
2. جون سيفبويك
3. سورين بوسك
4. مورتن أولسن
5. إيفان نيلسن
6. سورين لربي
7. جون هيلت
8. بير فريمان
9. يان هينتزه
10. بريبن إلكيير لارسن
11. مايكل لاودروب
12. لارس أولسن
13. جون ينسن
14. يسبر أولسن
15. فليمينغ بوفلسن
16. بيتر شمايكل
17. كلاوس برغرين
18. جون إريكسن
19. بيورن كريستنسن
20. كيم فيلفورت

## إنجلترا
مدرب الفريق : بوبي روبسون
1. بيتر شيلتون
2. غاري ستيفينز
3. كيني سانسوم
4. نيل ويب
5. داف واتسون
6. توني آدامز
7. براين روبسون
8. تريفور ستيفن
9. بيتر بيردسلي
10. غاري لينيكر
11. جون بارنس
12. كريس وادل
13. كريس وودز
14. فيف أندرسون
15. ستيف مكماهون
16. بيتر ريد
17. غلين هودل
18. مارك هاتيلي
19. مارك رايت
20. توني دوريغو

## إيطاليا
مدرب الفريق : أزيليو فيتشيني
1. فالتر زينغا
2. فرانكو باريزي
3. جوزيبي بيرغومي
4. روبيرتو كرافيرو
5. كيرو فيرارا
6. ريكاردو فيري
7. جيوفاني فرانتشيني
8. باولو مالديني
9. كارلو أنشيلوتي
10. لويجي دي أغوستيني
11. فيرناندو دي نابولي
12. ستيفانو تاكوني
13. لوكا فوسي
14. جوسيبي جيانيني
15. فرانسيسكو رومانو
16. ألساندرو ألتوبيلي
17. روبرتو دونادوني
18. روبرتو مانشيني
19. روجيريو ريزيتيلي
20. جانلوكا فيالي

## إيرلندا
مدرب الفريق : جاك تشارلتون
1. باكي بونر
2. كريس موريس
3. كريس هويتون
4. ميك مكارثي
5. كيفن موران
6. روني ويلان
7. باول مكغراث
8. راي هويتون
9. جون ألدريج
10. فرانك ستابليتون
11. توني غالفين
12. توني كاسكارينو
13. ليام أوبرين
14. ديفيد كيلي
15. كيفن شيدي
16. جيري بيتون
17. جون بيرن
18. جون شيريدان
19. جون أندرسون
20. نيال كوين

## هولندا
مدرب الفريق : رينوس ميتشيلز
1. هانس فان بروكيلين
2. أدري فان تيغيلين
3. سياك تروست
4. رونالد كويمان
5. أرون وينتر
6. بيري فان أريل
7. جيرالد فانينبورغ
8. أرنولد موهرن
9. جون بوسمان
10. رود غوليت
11. جون فان سشيب
12. ماركو فان باستن
13. إروين كومان
14. ويم كيفت
15. ويم كوفرمانس
16. جوب هيلي
17. فرانك ريكارد
18. ويلبرت سوفريين
19. هندري كروزن
20. يان ووترس

## الاتحاد السوفييتي
مدرب الفريق : فاليري لوبانوفسكي
1. رينات داساييف
2. فولوديمير بيسونوف
3. فاغيز خيدياتولين
4. أوليغ كوزنيتسوف
5. أناتولي ديميانينكو
6. فاسيلي راتس
7. سيرجي ألينيكوف
8. جينادي ليتوفتشينكو
9. ألكساندر زافاروف
10. أوليغ بروتاسوف
11. إيغور بيلانوف
12. إيفان فيشنفسكي
13. تينغيز سولاكفليدزه
14. فياتشيسلاف سوكريستوف
15. ألكسي ميخاليتشينكو
16. فيكتور تشانوف
17. سيرجي دميترييف
18. سيرجي غوتسمانوف
19. سيرجي بالتاشا
20. فيكتور باسولكو

## إسبانيا
مدرب الفريق : ميغيل مونوز
1. زوبيزاريتا
2. توماس رينونيس
3. خوسيه أنتونيو كاماتشو
4. جينار أندرينوا
5. فيكتور مونيوز
6. رامون ماريا كالديري
7. خوليو ساليناس
8. مانويل سانشيز
9. إيميليو بوتراغينيو
10. إلوي
11. رافائيل غورديلو
12. دييغو رودريغيز فيرنانديز
13. فرانسيسكو بويو
14. ريكاردو غاليغو
15. أوزيبيو ساكريستان
16. خوسيه ماري باكيرو
17. تكسيكي بيغريستين
18. ميكويل سولير
19. رافائيل مارتن فازكويز
20. ميتشيل

## ألمانيا الغربية
مدرب الفريق : فرانز بكنباور
1. إيك إيمل
2. غويدو بوتشوالد
3. أندرياس بريمه
4. يرغن كوهلر
5. ماتياس هيرغيرت
6. أولي بوروفكا
7. بيير ليتباريسكي
8. لوثار ماثيوس
9. رودي فولر
10. أولاف ثون
11. فرانك ميل
12. بودو إلينغر
13. فولفرام فوتكه
14. توماس بيرثولد
15. هانس بفلوغلر
16. دييتر إكيستين
17. هانس دورفنر
18. يورغن كلينسمان
19. غونار ساور
20. فولفانغ رولف